# Saint-Gratien (Somme)
Saint-Gratien is een gemeente in het Franse departement Somme (regio Hauts-de-France) en telt 355 inwoners (2004). De plaats maakt deel uit van het arrondissement Amiens.

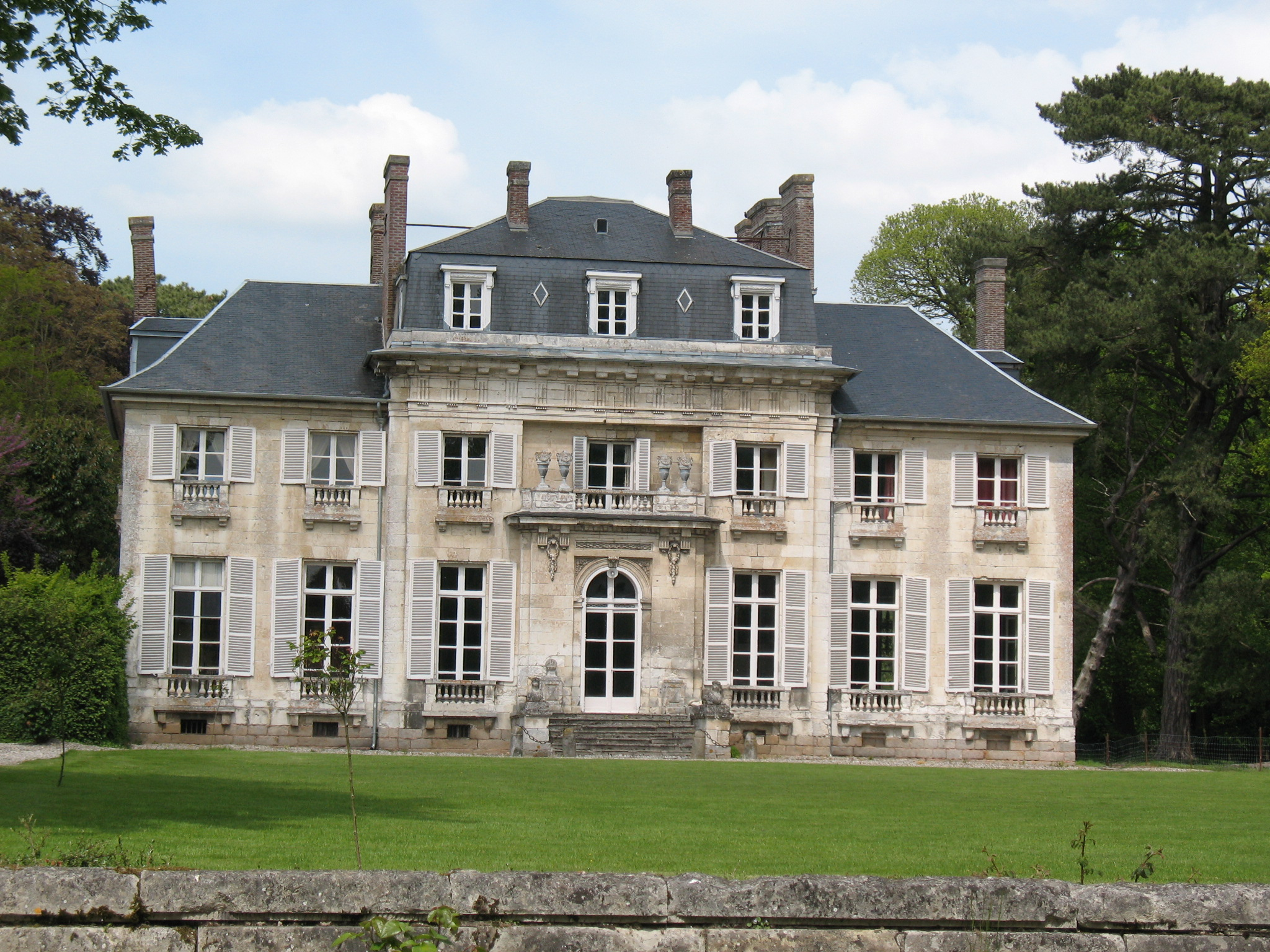
Kasteel van Saint-Gratien
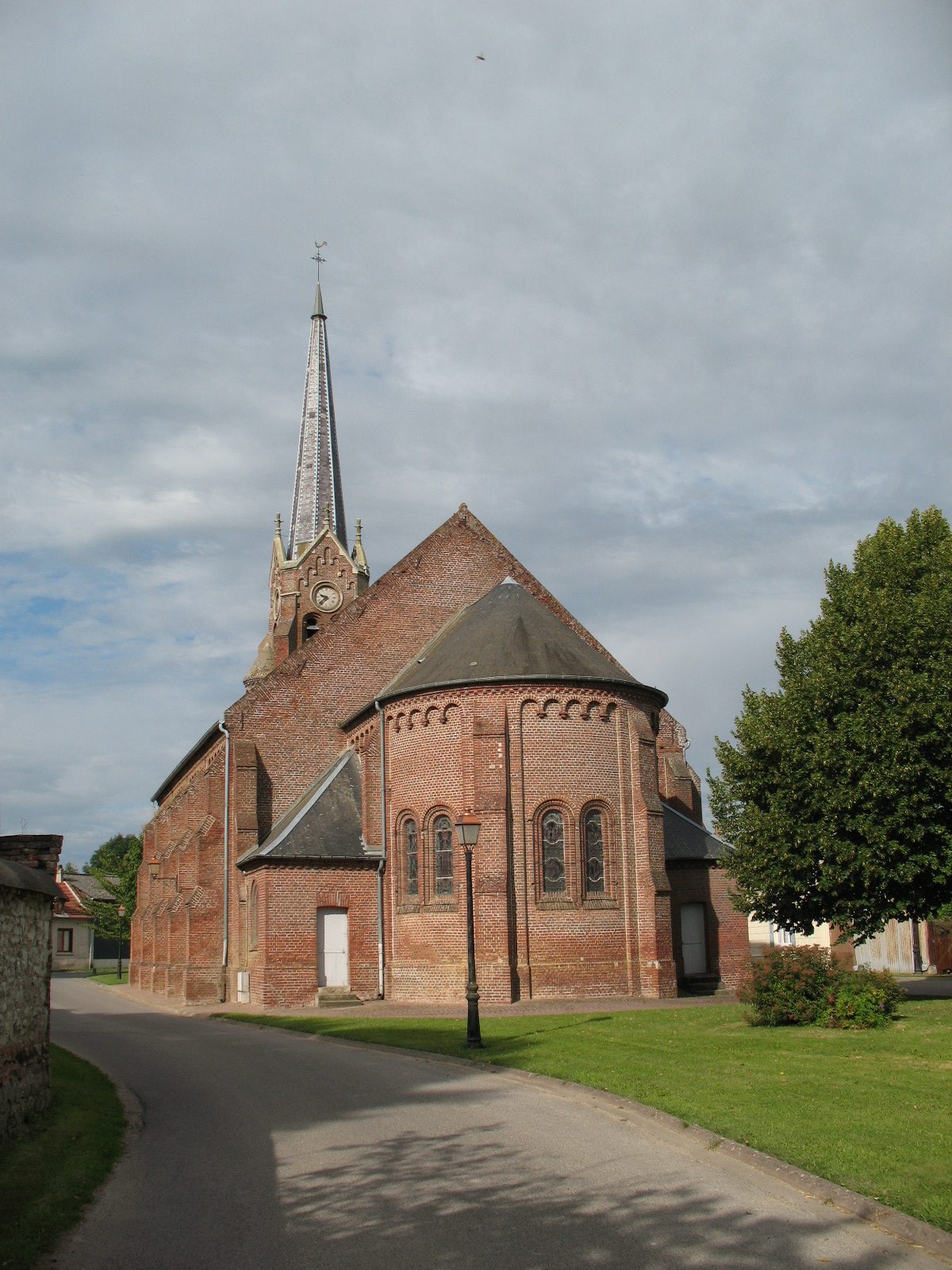
Kerk van Saint-Gratien

## Geografie
De oppervlakte van Saint-Gratien bedraagt 7,0 km², de bevolkingsdichtheid is 50,7 inwoners per km².
De onderstaande kaart toont de ligging van Saint-Gratien (Somme) met de belangrijkste infrastructuur en aangrenzende gemeenten.

## Demografie
Onderstaande figuur toont het verloop van het inwonertal (bron: INSEE-tellingen).